# Joseph Poelaert
Joseph Poelaert (Bruxelles, 21 marzo 1817 – Bruxelles, 3 novembre 1879) è stato un architetto belga.
Architetto della città di Bruxelles a partire dal 1856, la sua più grande opera fu il Palazzo di Giustizia di Bruxelles, costruito tra 1866 e 1883 in stile eclettico. Tra gli altri lavori si ricordano la Colonna del Congresso, la chiesa di Santa Caterina e quella di Nostra Signora di Laeken ed il restauro del teatro La Monnaie/De Munt.